# Philippe van Cranem
Philippe van Cranem (Watermaal-Bosvoorde, 23 november 1961) is een voormalig Belgisch lid van het Brussels Hoofdstedelijk Parlement.

## Levensloop
Als licentiaat in de politieke wetenschappen werd Philippe van Cranem beroepshalve ambtenaar. Later werd hij ook directeur van het sociaal immobiliënagentschap van de provincie Waals-Brabant. 
Van Cranem werd politiek actief voor de PRL, de huidige MR, en werd voor deze partij in 1988 verkozen tot gemeenteraadslid van Sint-Pieters-Woluwe. Van 1989 tot 2012 was hij er schepen en sinds maart 2017 is hij OCMW-voorzitter van de gemeente.
Tevens zetelde hij tweemaal in het Brussels Hoofdstedelijk Parlement: de eerste maal voor enkele maanden in 1995 en de tweede maal van 2003 tot 2004.